# نينا كيسلر
نينا كيسلر (بالهولندية: Nina Kessler)‏ هي دراجة على المضمار هولندية، ولدت في 4 يوليو 1988 في بروكلين (هولندا) في هولندا.

## وصلات خارجية
- نينا كيسلر على موقع الاتحاد الدولي للدراجات (الإنجليزية)
- نينا كيسلر على موقع أرشيف الدراجات (الإنجليزية)
- نينا كيسلر على موقع إحصائيات الدراجات الإحترافية (الإنجليزية)
- نينا كيسلر على موقع نسبة الدراجات (الإنجليزية)
- نينا كيسلر على موقع CycleBase (الإنجليزية)
- نينا كيسلر على موقع CyclingDatabase.com (مؤرشف) (الإنجليزية)
- نينا كيسلر على موقع MTB Data (الإنجليزية)